# Life (песня Des’ree)
«Life» (с англ. — «Жизнь») — песня, записанная британской певицей Des’ree для её третьего студийного альбома Supernatural. В качестве третьего сингла песня была выпущена 8 июля 1998 года. «Life» стала самым большим хитом певицы, заняв лидирующие позиции в чартах и получив различные сертификации в разных странах.
Несмотря на успех у слушателей, критики дали смешанные отзывы песне, отметив банальную лирику и простые рифмы, а в опросе Би-би-си песня ввзяла пальму лидерства в опросе «худшая поп-лирика». Однако это не помешало Des’ree выиграть за эту песню BRIT Awards в категории «Лучшая британская исполнительница» в 1999 году.
Видеоклип на песню снимался на поле, где рос тросниковый сахар. Певица едет на кабриолете сквозь него, защищаясь от кукурузника, который распрыскивал пестициды, чёрным зоником, но его уносит ветром и вместо яда теперь из самолёта вылетают бабочки. Режиссёром музыкального видео стал Майк Липскомб.

## Чарты

### Еженедельные чарты
| Чарт (1998)                         | Пиковая позиция |
| ----------------------------------- | --------------- |
| Австралия (ARIA)                    | 8               |
| Австрия (Ö3 Austria Top 40)         | 1               |
| Бельгия/Фландрия (Ultratop 50)      | 2               |
| Бельгия/Валлония (Ultratop 50)      | 3               |
| Дания (IFPI)                        | 13              |
| Франция (SNEP)                      | 2               |
| Германия (Media Control Charts)     | 8               |
| Венгрия (Mahasz)                    | 1               |
| Исландия (Íslenski Listinn Topp 40) | 6               |
| Ирландия (IRMA)                     | 3               |
| Италия (FIMI)                       | 1               |
| Норвегия (VG-lista)                 | 9               |
| Нидерланды (Dutch Top 40)           | 1               |
| Нидерланды (Single Top 100)         | 1               |
| Новая Зеландия (RIANZ)              | 21              |
| Шотландия (Official Charts Company) | 18              |
| Испания (AFYVE)                     | 3               |
| Швеция (Sverigetopplistan)          | 3               |
| Швейцария (Schweizer Hitparade)     | 3               |
| Великобритания (UK Singles Chart)   | 8               |
| Великобритания (UK R&B Chart)       | 1               |

### Годовые чарты
| Чарт (1998)                     | Позиция |
| ------------------------------- | ------- |
| Австралия (ARIA)                | 38      |
| Австрия (Ö3 Austria Top 40)     | 7       |
| Бельгия/Валлония (Ultratop 50)  | 17      |
| Нидерланды (Dutch Top 40)       | 6       |
| Франция (SNEP)                  | 11      |
| Германия (Media Control Charts) | 27      |
| Швейцария (Schweizer Hitparade) | 12      |

## Сертификации и продажи
| Регион | Сертификация | Продажи  |
| --- | ------------ | -------- |
| Австралия (ARIA) | Платиновый   | 70 000^  |
| Австрия (IFPI Austria)                                                                                                   | Золотой      | 25 000*  |
| Бельгия (BEA) | Платиновый   | 50 000*  |
| Франция (SNEP) | Платиновый   | 500 000* |
| Германия (BVMI) | Золотой      | 250 000^ |
| Нидерланды (NVPI) | Платиновый   | 75 000^  |
| Швеция (GLF) | Платиновый   | 30 000^  |
| Швейцария (IFPI Switzerland)                                                                                             | Золотой      | 25 000^  |
| * Данные о продажах приведены только на основе сертификации. ^ Данные о тиражах приведены только на основе сертификации. |              |          |